# José Gabriel García
José Gabriel García (Santo Domingo, 13 de enero de 1834 - Santo Domingo, 19 de enero de 1910) fue un militar, historiador, político, periodista y publicista dominicano. Es considerado un pionero cultural así como el "Padre de la Historia Dominicana". Es el autor del Compendio de la Historia de Santo Domingo escrito en cuatro volúmenes en 1867, 1887, 1900 y 1906 respectivamente y realizó numerosas contribuciones en el área de la cultura, literatura y educación.
Fue el fundador de la primera universidad dominicana, el Instituto Profesional (hoy Universidad de Santo Domingo), cofundador de la primera imprenta y empresa editorial privada del país, García Hermanos y fundador de la primera sociedad cultural del país, "Los Amantes de las Letras", responsable de establecer el primer teatro dominicano y publicar el primer periódico cultural dominicano "El Oasis", así como la primera revista dominicana.

## Biografía
José Gabriel(pitó largo) García nació en Santo Domingo el 13 de enero de 1834. Fueron sus padres el presbítero Gabriel Rudesindo Costa (Toso) Ramírez (1 de marzo de 1798 – 1841) e Inés García García (1795-1865). Su padre, hijo del italiano Bartolomé Costa (n. Verona, Veneto) y Vicenta Toso (Ramírez) Carvajal de ascendencia genovesa, era un clérigo involucrado en la política que representó a Santo Domingo de 1827 a 1832 en la Asamblea Legislativa de Haití como diputado.
Varios políticos y militares destacados nacieron en el seno de la familia García. Su abuelo maternal, José Anselmo García, fue un sargento del Ejército Español que se opuso ante el gobierno del Lic. José Núñez de Cáceres en el Fuerte de San José el 30 de noviembre de 1821. Su tío, José del Carmen García, fue uno de los firmantes del Manifiesto del 16 de enero de 1844 luego luchando como teniente coronel de artillería en la batalla del 19 de marzo de 1844 en Azua. Su tío abuelo paternal, Lic./Capt. Tomás (Toso) Ramírez Carvajal, era un abogado y alcalde de la Real Audiencia en 1820 y Capitán de la caballería española teniendo un rol decisivo en la batalla de Palo Hincado. José Gabriel García era también primo hermano de Pedro Alejandrino Pina García, cofundador de La Trinitaria junto con Juan Pablo Duarte, así como primo segundo del Dr. Juan Vicente Moscoso.

## Carrera militar y política
En 1848, con solo 14 años, José Gabriel García se incursionó en el ejército y estuvo asignado a la brigada de artillería de la Plaza de Santo Domingo, comandada por el Coronel Ángel Perdomo. Como militar, ejerció varias funciones administrativas y logró el rango de subteniente (1853). Acusado de conspiración y perseguido por los enemigos de la causa de independencia, tuvo que exiliarse del país (1855), residiendo en Venezuela por cinco años.
A su regreso del exilio, ejerció varios cargos políticos durante la segunda mitad del siglo diecinueve. Entre otras funciones, sirvió como:
- Alcalde de la ciudad de Santo Domingo (1861)
- Ministro de Justicia e Instrucción Pública (1865, 1876)
- Consejero de la Junta Ejecutiva presidida por José María Cabral (1865-1866)
- Asesor del Triunvirato (1866)
- Presidente de la Convención Nacional (1866, 1867)
- Secretario de Relaciones Externas (1866, 1874)
- Diputado del Congreso Nacional (1874)Instituto Profesional, Santo Domingo, 1906

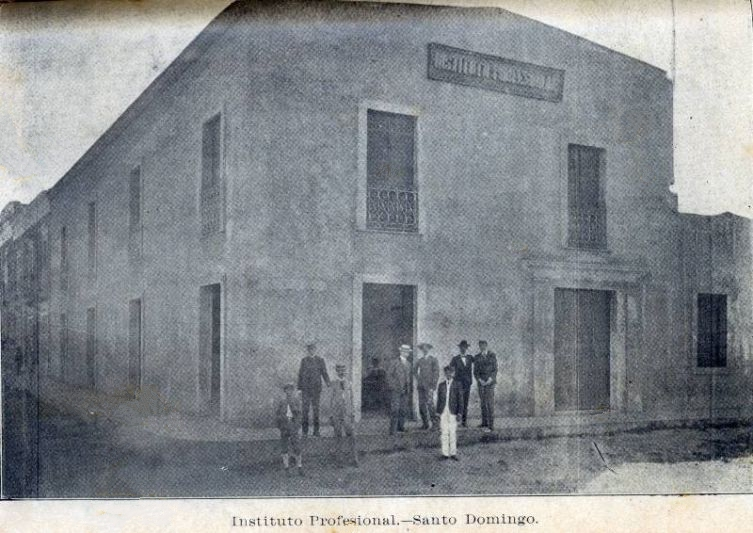
Instituto Profesional, Santo Domingo, 1906

- Presidente de la Comisión que nacionalizó la Península y Bahía de Samaná (1874)
- Ministro del Ejército y la Marina durante la presidencia de Ulises Espaillat (1876)
- Miembro de la Junta Nacional Colombina (1893)
- Tesorero de Santo Domingo (1898-1908)

En 1866, José Gabriel García y Emiliano Tejera crearon la primera universidad dominicana, el Instituto Profesional, funcionando como sustitución de la Universidad de Santo Tomás de Aquino (la universidad más vieja de América) la cual había estado cerrada por más de 45 años y sin operación continua por casi 70 años desde el Tratado de Basilea. El Instituto Profesional fue más tarde renombrado en 1914 como Universidad de Santo Domingo.
En 1867, José Gabriel García y Emiliano Tejera junto con el arzobispo Fernando Arturo de Meriño, entre otros, establecieron la primera biblioteca pública de la República Dominicana en las instalaciones de la Casa del Sacramento. Las colecciones donadas que formaron esta primera biblioteca pública procedieron de la biblioteca personal del escritor Rafael María Baralt.

## "Los Amantes de las Letras"
En 1854, José Gabriel García fundó y fue el primer presidente de la sociedad "Los Amantes de las Letras" junto con el poeta Manuel Rodríguez Objío Archivado el 28 de abril de 2017 en Wayback Machine. y Manuel de Jesús Galván siendo esta la primera sociedad cultural en República Dominicana y creada con el propósito de adelantar el progreso intelectual del país proporcionado el acceso a libros, diarios y revistas. La fundación de esta primera sociedad cultural da también inicio a la literatura dominicana moderna.
La sociedad publicó el periódico "El Oasis" en 1854, el cual fue el primer periódico cultural en el país junto con el periódico "El Progreso", cubriendo temas como la literatura, religión, costumbres y cultura. En 1859 la sociedad publicó la primera revista dominicana: La Revista Quincenal Dominicana, la cual tuvo un carácter político-literario. Un año más tarde, Los Amantes de las Letras publicó el periódico "Flores del Ozama.

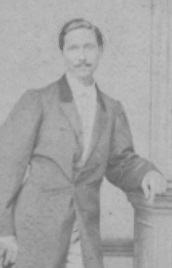
Manuel de Jesús García

En 1860, la sociedad estableció el primer teatro dominicano con una orientación puramente artística. Estuvo localizado en la Iglesia de los Jesuitas (hoy Panteón Nacional) y donde se presentaron las obras teatrales de los autores españoles y franceses más notables de la época, así como de autores nacionales como Félix María del Monte Archivado el 9 de febrero de 2017 en Wayback Machine.. El teatro estuvo inaugurado el 13 de octubre de 1860 con la escenificación de la obra Los dos Virreyes por José Zorrilla y la comedia Zapatero a tus zapatos y teniendo como actores a: Alejandro Román, Luis Betances, Francisco Javier Miura y a los hermanos Manuel de Jesús y José Gabriel García.
José Gabriel García fue miembro de la Junta Nacional Colombina (1893); miembro correspondiente de la Academia Nacional de la Historia de Venezuela y miembro honorario de la Academia Nacional de la Historia de la República de Colombia.
Sus escritos han sido publicados en periódicos y revistas en Venezuela, Curazao, Cuba, España, los Estados Unidos y la República Dominicana.
José Gabriel García tuvo la oportunidad de presenciar y ser protagonista de algunos de los acontecimientos que elaboró en sus trabajos.

## Imprenta y Compañía Editorial García Hermanos

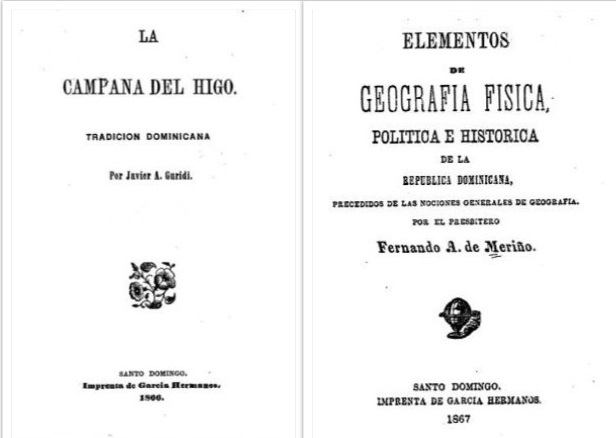
Primera novela dominicana y libro de texto impresos en República Dominicana

En 1862, José Gabriel García y su hermano gemelo, Manuel de Jesús García, fundaron García Hermanos, el cual incluía una biblioteca, una tienda de libros y una imprenta y compañía editorial. Según el historiador Frank Moya Pons, García Hermanos fue la primera imprenta y compañía editorial en la República Dominicana propiamente establecida y la empresa editorial líder del XIX y comienzos del siglo XX en la República Dominicana. Su tienda de libros vendió los libros de su catálogo propio y también importó libros. El local se convirtió también en el centro de reunión de los intelectuales más importantes de la época.
La primera novela dominicana imprimida en la República Dominicana fue La Campana del Higo: Tradición Dominicana por Francisco Angulo Guridi, imprimida y publicada por García Hermanos en 1866. Otras publicaciones famosas de la era como La Lira de Quisqueya (1874) recopilada por José Castellanos, Fantasías indígenas (1877) por José Joaquín Pérez, Adela por Francisco Javiar Amiama (1872), Los dos restos de Cristóbal Colón (1879) por Emiliano Tejera, Poesías por Salomé Ureña, Enriquillo por Manuel de Jesús Galván (1882), La hija del hebreo por Federico Henríquez y Carvajal (1883), Las vírgenes de Galindo por Félix María del Monte Archivado el 9 de febrero de 2017 en Wayback Machine. (1885), Poesías de Josefa Perdomo Heredia Archivado el 11 de mayo de 2017 en Wayback Machine. (1885), Apuntes para la Historia de los Trinitarios por José María Serra (1887), Moral social por Eugenio María de Hostos (1888), Historia de Santo Domingo por Antonio del Monte y Tejada (1890) y Madre Culpable por Amelia Francasci (1893) fueron también imprimidas y publicadas por García Hermanos.
García Hermanos fueron también los pioneros en la impresión de libros de textos escolares en la República Dominicana, creando un gran impacto en los principios de la alfabetización del país. Los libros publicados por ellos como Elementos de Geografía Física, Política e Histórica de la República Dominicana por Fernando Arturo de Meriño y Compendio de la Historia de Santo Domingo por José Gabriel García estuvieron editados e imprimidos en 1866 para el uso en las escuelas dominicanas.

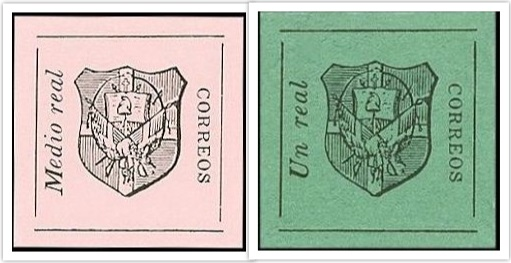
Primeros sellos dominicanos por García Hermanos, 1865

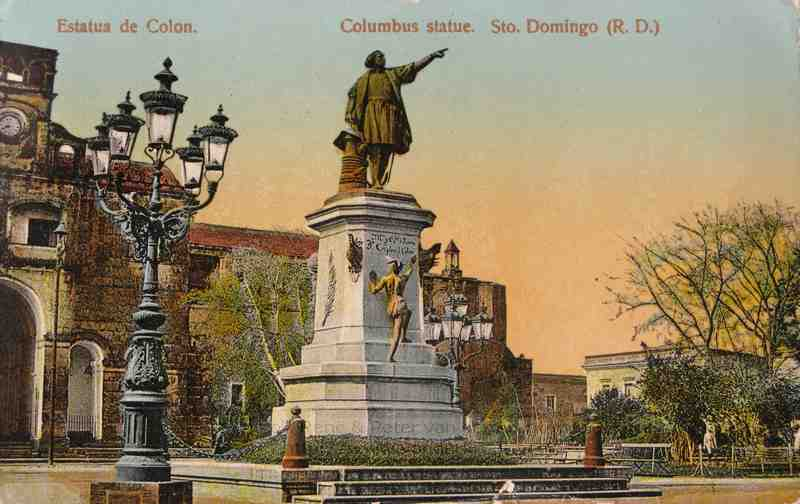
Tarjeta postal dominicana de principios del siglo XX de J.R. Vda García

En 1865, García Hermanos elaboró e imprimió los primeros sellos dominicanos lo cual da nacimiento al primer correo postal dominicano. Durante décadas, fueron también los editores de la Gaceta Oficial del gobierno dominicano. García Hermanos fueron también los mentores y empleadores de editores como José Ricardo Roques, quién luego fundó "La Cuna de América", la segunda compañía editorial principal de la época.
Cuando Manuel de Jesús García murió en 1907, su esposa, Josefa Reina, tomó el mando de la compañía editorial y fue renombrada Imprenta J.R. Vda García, Sucesores, relocalizándose la imprenta a la Calle El Conde frente al Parque Colón. A principios de los 1900s, J.R. Vda García fue la editora e impresora de las primeras tarjetas postales dominicanas. Entre sus publicaciones más famosas se encuentran Décimas (1927) de Juan Antonio Alix así como las primeras obras de Domingo Moreno Jimenes, La promesa (1916) y Vuelos y duelos (1916). El hijo más joven de Manuel de Jesús y Josefa, Eduardo García Reina, finalmente tomó cargo de la compañía.
En los 1910s, J.R. Vda García fue también pionera en la industria de la fotografía en la República Dominicana al ser la primera compañía en proporcionar los equipamientos de foto y servicios de la Eastman Kodak en el país. Eduardo García Reina, fue también el pionero de los Gift shops en la Ciudad Colonial cuando estableció la tienda "Recuerdos Dominicanos" en la calle El Conde esquina Isabel la Católica junto con la empresa Eastman Kodak.

## Muerte y legado
García murió en la ciudad de Santo Domingo el 19 de enero de 1910. Su tumba está localizada en el Panteón de la Patria. Su primo y miembro fundador de La Trinitaria, Pedro Alejandrino Pina García, está también enterrado allí. Los restos de su padre, Gabriel Costa, se encuentran en la Catedral Primada de América y su abuela materna, Manuela Rita García, reposa en la bóveda de la Iglesia del Convento de la Orden de los Dominicos.
Los cuatro hijos varones de José Gabriel García fueron también prolíficos escritores, historiadores y políticos. De todos los hijos de José Gabriel García y Manuel de Jesús García, Eduardo García Reina (quien se casó con Rosa Perdomo-Frier Guerra), y su media hermana, Natalia Rita García Rodríguez, fueron los únicos que se casaron y dejaron descendencia.
La calle vieja de "Del Faro" en la Ciudad Colonial de Santo Domingo fue nombrada José Gabriel García en su honor.
En República Dominicana, el "Día Nacional de Alfabetización"' se conmemora el 13 de enero, en honor a los hermanos García.